# كارل سوندرز (ملحن)
كارل سوندرز (بالإنجليزية: Carl Saunders)‏ هو عازف جاز وملحن أمريكي، ولد في 2 أغسطس 1942 في إنديانابوليس في الولايات المتحدة.

## وصلات خارجية
- كارل سوندرز على موقع ميوزك برينز (الإنجليزية)
- كارل سوندرز على موقع أول ميوزيك (الإنجليزية)
- كارل سوندرز على موقع ديسكوغز (الإنجليزية)